# Elena Berta
Elena Berta (Roma, 15 de julio de 1992) es una deportista italiana que compite en vela en la clase 470.
Ganó una medalla de bronce en el Campeonato Mundial de 470 de 2021 y una medalla de plata en el Campeonato Europeo de 470 de 2017.

## Palmarés internacional
| \| Campeonato Mundial \| Campeonato Mundial \| Campeonato Mundial \| Campeonato Mundial \| \| Año \| Lugar \| Medalla \| Clase \| \| ------------------ \| -------------------- \| ------------------ \| ------------------ \| \| 2021 \| Vilamoura (Portugal) \| Medalla de bronce \| 470 \| \| Campeonato Europeo \| \| \| \| \| Año \| Lugar \| Medalla \| Clase \| \| 2017 \| Mónaco (Mónaco) \| Medalla de plata \| 470 \| |                      |                   |       |
| Campeonato Mundial |                      |                   |       |
| Año | Lugar                | Medalla           | Clase |
| 2021 | Vilamoura (Portugal) | Medalla de bronce | 470   |
| Campeonato Europeo |                      |                   |       |
| Año | Lugar                | Medalla           | Clase |
| 2017 | Mónaco (Mónaco)      | Medalla de plata  | 470   |